# Träningsvärk
Träningsvärk eller fördröjd muskelvärk är den smärta i musklerna som ofta framträder 24-72 timmar efter att ha fysiskt belastat sina muskler. Såväl otränade som vältränade idrottsutövare kan få träningsvärk. Träningsvärken brukar kännas som mest ett till två dygn efter ansträngningen och klingar sedan bort.
Fördröjd muskelvärk beror på förändringar på fibrillerna efter utförd fysisk aktivitet. Dessa anpassar sig genom att lägga till gamla sarkomerer vid fibrillernas Z-band (den punkt i fibrillerna där sarkomen kopplas samman). Det vill säga att muskeln förbereder sig på ytterligare påfrestning vilket även medför att ytterligare träning då muskelvärk har inträffat inte orsakar någon skada. 
Symtomen varierar från lätt ömhet till allvarlig och rörelsehindrande smärta.

## Orsaker till träningsvärk
Excentrisk träning leder oftare till träningsvärk än koncentrisk. Excentrisk träning innebär att musklerna arbetar under förlängning, dvs. man bromsar upp en rörelse. Att gå ned för en trappa och springa i nedförsbacke är exempel på sådana rörelser.
Vid träningsvärk uppstår en svullnad i musklerna som gör ont. Det är inte helt klart varför musklerna svullnar. Svullnad kan vara en bidragande orsak till träningsvärken.
För att undvika träningsvärk bör man låta kroppen vänja sig successivt vid ansträngning och öka belastningen gradvis.
Läkningen påskyndas vid lättare fysisk träning, då blodflödet ökar till den påverkade muskeln. Det är inte farligt att träna med träningsvärk.

## Behandling
Eftersom träningsvärk går över av sig själv behövs ingen behandling. Massage och värme kan ha en lindrande effekt, liksom lättare träning, framför allt av intilliggande muskelgrupper.